# Білий Іван Омелянович
Іва́н Омеля́нович Бі́лий (*25 березня 1942, Чистогалівка — 17 грудня 2019) — український поет.

## Життєпис
Народився 25 березня 1942 року в с. Чистогалівка Чорнобильського району Київської області.
Закінчив філологічний факультет Донецького державного університету.
Працював журналістом, був відповідальним секретарем Донецької організації НСПУ. Нагороджений медалями.

## Творчий доробок
Автор поетичних збірок «Досвіток», «За калиновим жаром», «Передмістя», «Пізні райдуги», «Біля вишневого вікна», «Журавлині мости», «Цікава арифметика для Галинки і Петрика»; книжки оповідань «За горою, за крутою», «Рання дорога», повістей та оповідань «Перші розстани», «Де клином світ зійшовся…», підручників для дітей «Сходинки», «Лесенка», «Сходинки-2».

## Звання
Лауреат літературної премії імені В. Сосюри Донецького обласного фонду культури (1994 рік).